# Panerusan Wetan
Panerusan Wetan is een bestuurslaag in het regentschap Banjarnegara van de provincie Midden-Java, Indonesië. Panerusan Wetan telt 2337 inwoners (volkstelling 2010).